# 송지원 (음악학자)
송지원(1959년~)은 대한민국 음악학자이다. 2003년 서울대학교에서 한국음악사로 박사학위를 취득하였으며, 이후 서울대학교 규장각 책임연구원, 서울대학교 규장각한국학연구원 HK연구교수 등을 역임하였다. 2014년부터 2016년까지 문화체육관광부 국립국악원 국악연구실장을 지냈으며, 한국공연문화학회, 한국국악회, 한국실학연구회, 한국시가학회 등에서 회원, 편집이사, 부회장, 회장 등으로 활동하며 우리나라 예술 연구 및 공연 발전에 크게 기여하였다. 현재는 서울대학교, 한국예술종합학교에서 후학을 양성하는 데 힘쓰고 있으며, 국악FM방송 FM국악특강 진행자로도 활동하고 있다. 
송지원의 한국음악 연구는 음악양식사 중심의 기존 국악 연구와 달리, 양식적, 사회적, 시대적 관점 등 다양한 시각에서 입체적으로 이루어져 왔다. 특히 그의 연구에서는 조선시대 한국음악이 집중적으로 다뤄져 왔다. 이 시대의 음악을 국왕의 음악정책, 유교적 국가제사 의례 등 정치적, 사회적 관점에서 조명하여 왔다. 이러한 송지원의 연구는 당시 불모지나 다름없었던 국악의 사회학적 연구에 새로운 지평을 열어주었다. 한국음악의 학문적 발전 외에도 그는 한국공연문화 발전에 지대한 공헌을 해 왔다. 한국공연문화학회 회장, 부회장, 섭외이사, 문화체육관광부 국립국악원 국악연구실장을 지낸 그는 오늘날 한국공연이 나아가야 할 비전과 방향에 대해 고민하고 그 길을 제시해 왔다.

## 약력
- 2018.03  한국공연문화학회 명예회장
- 2017.03  고려대학교 학부, 대학원 강사
- 2016.10  국악방송 <연구의 현장> 진행
- 2016.03  한국공연문화학회  회장
- 2014.04 2016.04 문화체육관광부 국립국악원 국악연구실장
- 2009.03  한국국악학회 출판이사 편집위원
- 2009.03- 성균관대학교 겸임교수, 초빙교수
- 2009.02  서울대학교 규장각한국학연구원 HK연구교수
- 2006.01  한국공연문화학회 편집이사, 편집위원
- 2005.09  서울대학교 대학원 시간강사
- 2005.09- 한국예술종합학교 시간강사
- 2005.03  중앙대학교 학부, 대학원 시간강사
- 2005.01  한국국악학회 편집위원
- 2004.06  서울대학교 규장각 책임연구원
- 2003.03 2006.01 한국공연문화학회 섭외이사
- 2002.03  국악FM방송 FM국악특강 진행자
- 2001.03- 서울대학교 음악대학 시간강사
- 2001.03 2002.02 서울대학교 동양음악연구소 전임연구원
- 1994.11  실시학사 경학연구회 연구위원 다산 경학 자료 역편
- 1994.03 1995.02 성신여대 교육대학원 시간강사
- 1993.03 1996.02 사단법인 유도회 한문연수원 연수생
- 1992.03  성신여자대학교 시간강사
- 1992.03 2004.10 KBS-FM방송 작가, 진행자

## 학력
- 박사 2003.08 서울대학교         한국음악학(음악사상사, 음악문화사, 음악사회사
- 석사 1992.02 서울대학교         국악이론전공
- 학사 1983.02 성신여자대학교    작곡전공

## 논문
- 2017.06 18세기 음악의 ‘멋’ 추구 향방 󰡔한국실학연구󰡕 33권, 한국실학학회, 국내전문학술지(KCI급)
- 2017.06 󰡔임하필기󰡕를 통해 본 이유원의 음악인식 󰡔진단학보󰡕 제128호, 진단학회, 국내전문학술지(KCI급)
- 2017.02 조선 중기 국왕의 음악정책 공연문화연구 한국공연문화학회 국내전문학술지(KCI급)
- 2017 조선 후기 국왕의 음악정책-숙종, 영조를 중심으로 한국문학과 예술한국문예연구소 국내전문학술지(KCI급) 1
- 2016.12 조선 초기 국왕의 음악정책-태조, 태종, 세조를 중심으로 한국음악사학보 한국음악사학회 국내전문학술지(KCI급) 1
- 2016.08 석북 한시의 공연예술화에 대한 소고 공연문화연구 한국공연문화학회 국내전문학술지(KCI급) 1
- 2016.07 조선조 음악의 『시경』 수용과 활용 양상 한국문학과 예술 한국문학과예술연구소 국내전문학술지(KCI급) 1
- 2016.06 21세기 한국음악사 분야의 연구 동향 역사와현실 한국역사연구회 국제일반학술지 1
- 2014.02 가곡의 존재 양상을 보는 지평 확장을 위한 담론 한국학논집 한국학연구원 국제전문학술지(SCI급) 1
- 2013.12 서명응의 詩樂學 연구 민족문화 한국고전번역원 국내전문학술지(KCI급) 1
- 2013.09 조선시대 유교적 국가제사 의례와 음악  －하늘, 땅, 인간과 음악－ 공연문화연구 한국공연문화학회  국내전문학술지(KCI급) 1
- 2013.06 琴合字譜의 역사적 의미 한국음악사학보 한국음악사학회 국내전문학술지(KCI급) 1
- 2012.12 음악학 연구사료로서의 의궤 한국음악사학보 한국음악사학회 국내전문학술지(KCI급) 1
- 2012.06 儀禮 기록의 방식: 『國朝續五禮儀序例』 읽기 한국실학연구 한국학학회 국내전문학술지(KCI급) 1
- 2012.06 조선후기 문인음악의 소통과 향유 한국음악사학보 한국음악사학회 국내전문학술지(KCI급) 1
- 2012.03 18세기 조선 음악지식 集成의 방식  - 『東國文獻備考』 「樂考」를 중심으로 - 한국문화 규장각한국학연구원 국내전문학술지(KCI급) 1
- 2011.08 조선통신사를 통해 본 朝日 문화교류의 면면 일본비평 서울대학교 일본문화연구소 국내일반학술지 1
- 2011.06 정조대 의례 정비와 ..春官通考.. 편찬 규장각 규장각한국학연구원 국내전문학술지(KCI급) 1
- 2011.06 규장각 소장 조선왕실의 악기제작 의궤 고찰 국악원논문집 국립국악원 국내일반학술지 1
- 2010.12 조선시대 소년 무동수, 무동의 존재양상 한국음악연구 한국국악학회 국내전문학술지(KCI급) 1
- 2010.06 영조대 儀禮 정비와 『國朝續五禮儀』 편찬 한국문화 규장각한국학연구원 국내전문학술지(KCI급) 1 1
- 2009.12 국왕 영조의 국장절차와 󰡔국조상례보편󰡕 조선시대사학보 조선시대사학회 국내전문학술지(KCI급) 1
- 2009.12 성재 유중교의 음악인식 지역문화연구 세명대학교 지역문화연구소 국내일반학술지 1 1
- 2009.06 조선시대 궁중의례의 예악 한국사시민강좌 일조각 국제일반학술지 1
- 2009.06 조선시대의 농사와 양잠을 위한 국가전례와 음악 한국음악연구 한국국악학회 국내전문학술지(KCI급) 1
- 2009.06 조선후기 儒家樂論의 쟁점  -徐命膺의 詩樂論과 佾舞論을 중심으로- 한국학연구 한국학연구소 국내전문학술지(KCI급)  1
- 2009.03 홍재 정조의 국가전례 정비와 그 의미 동양문화연구 동양문화연구소 국내일반학술지 1
- 2008.12 정가악회와 작곡가 윤혜진 오늘의 작곡가, 오늘의 작품 오작 국내일반학술지 1
- 2008.08 영조대 국가전례정책의 제 양상 공연문화연구 한국공연문화학회 국내전문학술지(KCI급) 1
- 2008.06 조선시대 장악원의 악인과 음악교육연구 한국음악연구 한국국악학회 국내전문학술지(KCI급) 1
- 2008.04 조선후기 국왕의 국장절차 단종제 학술대회 발표문 영월군 기타 1
- 2008.02 조선시대 음복연(飮福宴) 의례와 음악 공연문화연구(구 고전희곡연구) 한국공연문화학회 국내전문학술지(KCI급) 0
- 2007.09 장악원 주부 허의 문헌과해석 - 직접입력 문헌과해석사 국내일반학술지 0
- 2007.09 조선시대 일식, 월식을 구(救)하는 의례 문헌과해석 - 직접입력 문헌과해석사 국내일반학술지 0
- 2007.08 조선시대 궁중학무(鶴舞)의 연행 양상 연구 공연문화연구 한국공연문화학회 국내전문학술지(KCI급) 1
- 2007.08 조선시대 鶴舞의 연행양상 연구 공연문화연구(구 고전희곡연구) 한국공연문화학회 국내전문학술지(KCI급) 0
- 2007.06 조선시대 별에 대한 제사, 靈星祭와 老人星祭 연구 규장각 - 직접입력 서울대규장각한국학연구원 국내일반학술지 0
- 2006.12 조선시대 둑제의 연구 문헌과 해석 - 직접입력 문헌과해석사 국내일반학술지 1
- 2006.12 고구려의 국가전례와 음악 동양음악 - 직접입력 서울대 동양음악연구소 국내일반학술지 0
- 2006.06 조선시대 명기악기의 시대적 변천 연구 한국음악연구 한국국악학회 국내전문학술지(KCI급) 0
- 2006.06 조선통신사의 의례 조선통신사연구 - 직접입력 조선통신사학회 국내일반학술지 0
- 2006.03 조선후기 음악의 문화담론 탐색-19세기 궁중음악과 관련하여- 무용예술학연구 한국무용예술학회 국내전문학술지(KCI급) 0
- 2005.12 이계 홍양호의 음악론 진단학보 진단학회 국내전문학술지(KCI급) 0
- 2005.12 홍경모의 국조악가 연구 한국학논집 - 직접입력 한양대학교 한국학연구소 국내일반학술지 0
- 2005.09 1720년 숙종의 승하와 숙종국장도감의궤 규장각소장의궤 해제집3 - 직접입력 서울대학교 규장각 기타 0
- 2005.09 1724년 경종의 승하와 경종국장도감의궤 규장각소장의궤 해제집3 - 직접입력 서울대학교 규장각 기타 0
- 2005.09 1776년 영조의 승하와 영조국장도감의궤 규장각소장 의궤해제집3 - 직접입력 서울대학교 규장각 기타 0
- 2005.09 1834년 순조의 승하와 순조국장도감의궤 규장각소장의궤 해제집3 - 직접입력 서울대학교 규장각 기타 0
- 2005.09 조선시대 궁중의 악기제작 관련 의궤 고찰 규장각소장 분류별의궤 해설집 - 직접입력 서울대학교 규장각 기타 0
- 2005.08 조선시대 궁중음악 기록사 공연문화연구(구 고전희곡연구) 한국공연문화학회 국내전문학술지(KCI급) 0
- 2005.07 궁궐의 화재와 악기조성 문헌과 해석 - 직접입력 문헌과 해석사 국내일반학술지 0
- 2004.12 正祖의 樂風反正 硏究 한국음악연구 한국국악학회 국내전문학술지(KCI급) 0
- 2004.10 1634년 명 사신에 대한 의전과 영접도감도청의궤 규장각 소장 의궤해제집2 - 직접입력 서울대학교 규장각 기타 0
- 2004.10 1643년 청 사신에 대한 儀典과 영접도감연향색의궤 규장각 소장 의궤해제집2 - 직접입력 서울대학교 규장각 기타 0
- 2004.08 궁중음악의 연구사와 연구사적 당면 과제 공연문화연구(구 고전희곡연구) 한국공연문화학회 국내전문학술지(KCI급) 0
- 2004.05 18세기 한국 음악사회의 몇 局面 18세기 연구 - 직접입력 한국 18세기 학회 국내일반학술지 0
- 2003.12 성호 이익의 악기고증과 음악현실 비판 성호학연구 - 직접입력 안산시(성호기념관) 국내일반학술지 0
- 2003.12 한국유학사상사대계에서 음악사상분야 서술의 문제점과 대안 국학연구 - 직접입력 한국국학진흥원 국내일반학술지 0
- 2003.12 정조대 국가제례의 악가무 연구 국사관논총 국사편찬위원회 국내일반학술지 1
- 2003.11 18세기 한국 음악사회의 몇 국면 18세기 학회 발표문 18세기 학회 국내일반학술지 1
- 2003.10 1774년 인정전의 화재와 인정전악기조성청의궤 규장각소장 의궤해제집1 - 직접입력 서울대학교 규장각 기타 0
- 2003.10 1776년 경모궁 건립과 경모궁악기조성청의궤 규장각 소장 의궤해제집1 - 직접입력 서울대학교 규장각 기타 0
- 2003.10 1803년(순조3) 사직악기고 화재와 1804년 사직악기조성청 의궤 규장각소장 의궤해제집 - 직접입력 서울대학교 규장각 기타 0
- 2003.08 정조의 음악정책 연구 서울대학교 박사학위논문(문학박사) 서울대학교 국내일반학술지 1
- 2003.02 성대중이 묘사한 18세기 음악사회의 몇 가지 풍경 문헌과 해석 문헌과 해석사 국내일반학술지 1
- 2002.12 성호사설을 통해 본 성호 이익의 음악인식 韓國實學硏究 한국실학연구회 국내일반학술지 1
- 2002.11 정조의 악서편찬과 그 의미 한국음악사학보 한국음악사학회 국내전문학술지(KCI급) 1
- 2002.09 조선후기 서울 음악인의 연주행위에 대한 보상체계 연구 서울학연구 서울시립대 부설 서울학연구소 국내전문학술지(KCI급) 1
- 2002.06 유가 악론에서 일무의 상징과 의미 선화 김정자교수 화갑기념 음악학논문집 선화김정자교수 화갑기념논문집 간행위원회 국내일반학술지 1
- 2001.12 고 장사훈 박사의 문헌관련 연구의 재조명 한국음악연구 한국국악학회 국내전문학술지(KCI급) 1
- 2001.12 국가제례의 변천과 복원 서울 20세기 생활 문화변천사 서울시정개발연구원/서울시립대 서울학연구소 국내일반학술지 1
- 2001.12 정조대의 악장 정비 한국학보 제105집 일지사 국내일반학술지 1
- 2001.11 조선후기의 음악후원자들 문헌과 해석 통권17호 문헌과 해석사 국내일반학술지 1
- 2001.08 17세기 향음주례와 음악 문헌과 해석 문헌과 해석사 국내일반학술지 1
- 2001.06 시교와 악교를 통한 정조의 지악지신 양성책 한국실학연구 제3호 한국실학연구회 국내일반학술지 0
- 2001.06 악원고사를 통해 본 17세기 종묘악장 논의 문헌과 해석 문헌과 해석사 국내일반학술지 0
- 2001.02 17세기 國賓에 대한 儀典 문헌과 해석 문헌과 해석사 국내일반학술지 0
- 2000.12 19세기 유학자 柳重敎의 樂論 한국음악연구 한국국악학회 국내전문학술지(KCI급) 0
- 2000.12 正祖의 音樂政策 민족문화 민족문화추진회 국내일반학술지 0
- 2000.11 미수 허목의 樂說 문헌과 해석 문헌과 해석사 국내일반학술지 0
- 2000.10 關王廟 祭禮樂 硏究 음악학논총(소암 권오성박사 화갑기념) 소암 권오성박사 화갑기념논문집 간행위원회 국내일반학술지 0
- 2000.08 詩樂妙契를 통해 본 徐命膺의 詩樂論 한국학보 일지사 국내일반학술지 0
- 2000.08 현종이 이경석에게 내린 궤장하사연 문헌과 해석 문헌과 해석사 국내일반학술지 0
- 2000.05 佾舞, 그 상징과 함의 문헌과 해석 문헌과 해석사 국내일반학술지 0
- 2000.02 柳重敎의 絃歌軌範 문헌과 해석 문헌과 해석사 국내일반학술지 0
- 1999.12 서명응의 음악관계 저술 연구 한국음악연구 한국국악학회 국내전문학술지(KCI급) 0
- 1999.12 18세기 후반 조선의 학자군주 正祖의 음악업적 Tongyang Umak(東洋音樂) 서울대학교 동양음악연구소 국내일반학술지 0
- 1999.08 서명응의 시악묘계 2 문헌과 해석 문헌과 해석사 국내일반학술지 0
- 1999.06 朝鮮 中華主義의 음악적 실현과 淸 文物 수용의 의의 국악원논문집 국립국악원 국내일반학술지 0
- 1992.02 朝鮮後期 中人音樂의 社會史的 硏究  서울대학교 석사학위논문

## 저서
- 공저   『한국의 악기』 2  돌베개 2016
- 공저   『풍석 서유구 연구』 하 사람의 무늬 2015
- 공저   『사물로 본 조선』  글항아리  2015
- 공저   『한국의 악기』 1 돌베개, 2014
- 공저   송지원 외 『새로 쓰는 예술사』  : 한국문화 이천년을 이끈 예술후원자들 글항아리  2014
- 공저   『한국학, 그림을 그리다』  : 우리 시대 인문학자 32인의 그림 읽기, 문화 그리기 태학사 2013
- 공저   『왕실의 혼례식 풍경』 돌베개 2013
- 공저   『즉위식, 국왕의 탄생』 돌베개 2013
- 저서   송지원 『Jongmyo jeryeak』; The Royal Ancestral Shrine Ritual Music of Korea 전통공연예술진흥재단 2012
- 공저   조선왕조의궤 현황과 전망 국립중앙박물관 2012
- 저서   송지원 한명희; 국립국악원 구술총서 4 국립국악원 2012
- 공저   국립고궁박물관 사상으로 조선시대와 소통하다 민속원 2012
- 저서   송지원 지음 한국 음악의 거장들  : 그 천년의 소리를 듣다 태학사 2012
- 공저   담헌 홍대용 연구 성균관대학교출판부·사람의무늬 2012
- 공저   규장각한국학연구원 조선 사람의 조선여행 글항아리 2012
- 공저   한국학 그림과 만나다 파주 2011
- 공저   조선 사람의 세계여행 글항아리 2011
- 공저   김문식, 송지원 왕실의 천지제사 돌베개 2011
- 편저   국사편찬위원회 음악, 삶의 역사와 만나다 경인문화사 2011
- 공저   관암 홍경모와 19세기 학술사 경인문화사 2011
- 공저   조선 여성의 일생 글항아리 2010
- 저서   송지원 지음 장악원, 우주의 선율을 담다 추수밭 2010
- 공저   송지원 조선 전문가의 일생 글항아리 2010
- 공저   한국공연문화학회 편 가면극의 종합적 고찰 박이정 2010
- 공저   한국의 예술지원사 미메시스 2009
- 공저   문화재청 조선시대 궁궐용어 해설 문화재청 2009
- 저서   송지원 마음은 입을 잊고 입은 소리를 잊고 태학사 2009
- 저서   송지원 종묘제례악 국립문화재연구소 2008
- 공저   다양한 문화로 본 국가와 국왕 국사편찬위원회 2008
- 공역   역주 시경강의3 서울 2008
- 공역   역주 시경강의1 서울 2008
- 공역   역주 시경강의4 서울 2008
- 공저   사직대제 국립문화재연구소 2007
- 저서   악서고존해제 서울대학교 규장각한국학연구원 2007
- 저서   정조의 음악정책 태학사 2007
- 공저   19세기 조선 지식인의 문화지형도 한양대학교 출판부 2006
- 저서   경모궁악기조성청의궤 영인본(해제) 서울대학교 규장각 2005
- 공저   효명세자연구 한국무용예술학회 2005
- 공저   규장각 소장 분류별 의궤 해설집 서울대학교 규장각 2005
- 공저   규장각 소장 의궤해제집 3 서울대학교 규장각 2005
- 공저   규장각 소장 의궤 해제집2 서울대학교 규장각 2004
- 공저   근대로의 전환기적 음악양상, 조선후기편 한국예술종합학교 2003
- 공저   규장각 소장의궤 해제집1 서울대학교 규장각 2003
- 공역   다산의 경학세계/ 다산경학자료역편5 한길사 2002
- 공저   서울 20세기 생활 문화변천사 서울시정개발연구원/서울시립대학교 서울학연구소
- 공저   정조대의 예술과 과학 문헌과해석사 2000
- 공역   다산과 대산 연천의 경학논쟁 한길사 2000
- 공역   다산과 석천의 경학논쟁 한길사 2000
- 공역   다산과 문산의 인성논쟁 한길사 1996
- 공저   민족음악교육을 말한다 도서출판 풍남 1992

## 수상
- 2013.10  제 17회 난계악학대상               난계악학대상 운영위원회 대한민국
- 2011.05  장악원 우주의 선율을 담다         문화관광부 우수학술도서 대한민국
- 2008.09  정조의 음악정책                 대한민국 학술원우수학술도서 대한민국
- 2002.11  제 3회 이혜구 학술상               이혜구 학술상 운영위원회 대한민국